# Gustav Himmel
Gustav Himmel  (* 2. November 1882 in Tübingen; † 23. Februar 1969 in Stuttgart) war Präsident des württembergischen Verwaltungsgerichtshofs.

## Leben und Werk
Der Sohn des Konditors Gustav Himmel besuchte das Gymnasium in Tübingen, von 1901 bis 1906 studierte er Rechts- und Regiminalwissenschaften in Tübingen, wo er Mitglied der Studentenverbindung Lichtenstein wurde, und Berlin. 1906 und 1910 legte er die höheren Justizdienstprüfungen ab. 
1910 trat er in die württembergische Innenverwaltung ein. 1916 wurde er Amtmann beim Oberamt Balingen, 1918 und 1919 leitete er dieses Oberamt als Amtsverweser. 1919 wurde er ans Innenministerium versetzt, wo er planmäßiger Assessor mit der Dienstbezeichnung Oberamtmann wurde. 1921 beförderte man ihn zum Regierungsrat und 1926 zum Oberregierungsrat. 1933 übernahm er als Ministerialrat die Funktion des Kanzleidirektors. 1937 wurde Gustav Himmel zum Präsidenten des Württembergischen Verwaltungsgerichtshofes ernannt. Mit Wirkung vom 30. September 1945 wurde er auf Weisung der amerikanischen Besatzungsbehörden aus dem Staatsdienst entlassen. Vom 20. September 1945 bis 22. April 1946 war er interniert. 1948 wurde er vorläufig und 1950 endgültig in den Ruhestand versetzt.